# Badajoz
 Ovo je glavno značenje pojma Badajoz. Za druga značenja pogledajte Badajoz (razdvojba).
Badajoz je grad u Španjolskoj, središte provincije Badajoz. Grad se nalazi autonomnoj zajednici Ekstremadura. 

## Zemljopisni smještaj
Grad se nalazi u blizini portugalske granice na lijevoj obali rijeke Guadiana.

## Stanovništvo
Grad ima 136.851 stanovnika (2002.).

## Povijest
Grad se ne spominju rimski povjesničari. Spominje se prvi puta pod maurskom vladavinom.  Osnovao ga je galicijski musliman Ibn Marwan 875. g.  i 1022. g. postao je središte malog maurskog kraljevstva.